# Dioscorea bryoniifolia
Dioscorea bryoniifolia är en enhjärtbladig växtart som beskrevs av Eduard Friedrich Poeppig. Dioscorea bryoniifolia ingår i släktet Dioscorea och familjen Dioscoreaceae. Inga underarter finns listade i Catalogue of Life.